# 스펀지 (발효종)

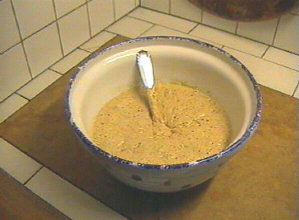
풀리시

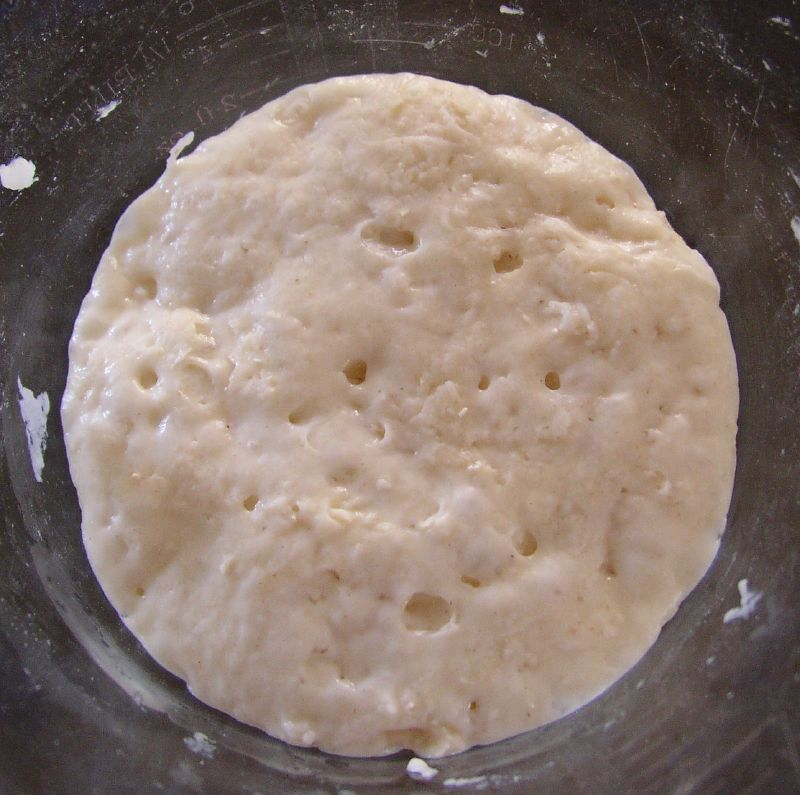
비가

스펀지(sponge)는 빵효모를 사용해 만드는 발효종이다. 천연발효종과 구분해 효모발효종(酵母醱酵種, yeast pre-ferment)으로도 부른다. 효모빵을 만드는 데 쓴다.

## 종류
- 비가: 차바타 등 이탈리아 빵을 만들 때 쓰인다.
- 풀리시: 프랑스 빵에 사용되는 액종이다.

## 사진

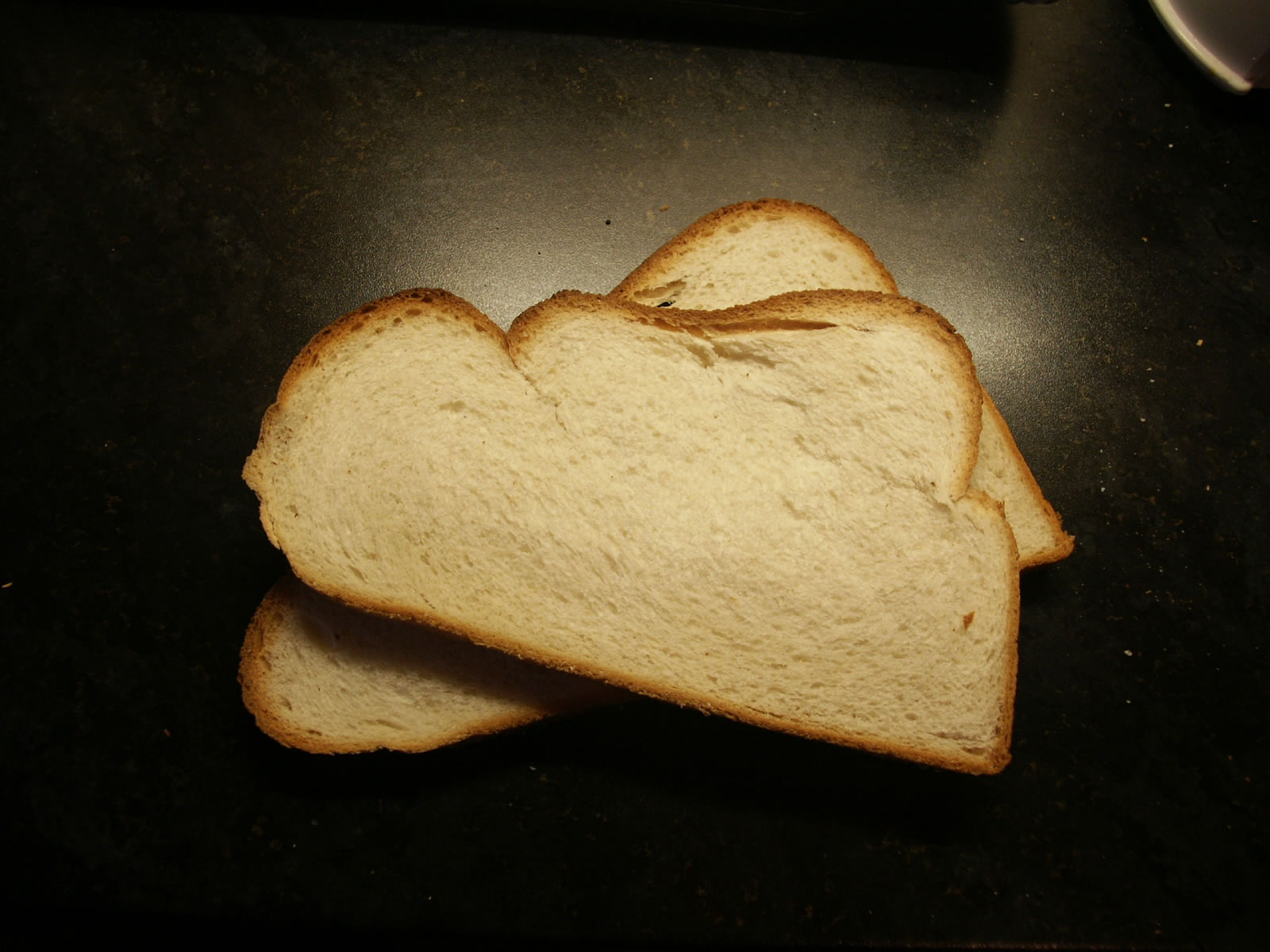
스펀지 반죽 빵

## 같이 보기
- 발효제